# J to tha L-O! The Remixes
J to tha L-O!: The Remixes – album, który jest owocem współpracy Jennifer Lopez z Ja Rulem. Na albumie znajdują remiksy takich piosenek jak: If You Had My Love, Let’s Get Loud, Waiting for Tonight, czy Love Don’t Cost a Thing.
Ja Rule namówił Lopez do stworzenia płyty z remiksami jej największych przebojów. 4 single z tej płyty to I’m Gonna Be Alright (Track Masters Remix), I’m Gonna Be Alright feat. Nas, I’m Real (Murder Remix) feat. Ja Rule, Alive, i Ain’t It Funny (Murder Remix) feat. Ja Rule i Caddillac Tah. Wszystkie szybko stały się hitami i nie schodziły z 1. miejsc list przebojów na całym świecie.
Album zadebiutował jako numer jeden na Billboard 100 stając się tym samym pierwszym w całości poświęconym remiksom albumem, który zadebiutował na pierwszym miejscu i przez wiele tygodni stamtąd nie schodził.

## Lista utworów
1. „Love Don’t Cost a Thing” (RJ Schoolyard Mix featuring Fat Joe)– 4:18
2. „Ain’t It Funny (Murder Remix)”– 3:49
3. „I’m Gonna Be Alright (Track Masters Remix) (feat. 50 Cent)”1– 3:53
4. „I’m Real (Murder Remix) – 4:18
5. „Walking on Sunshine” (Metro Remix)– 5:50
6. „If You Had My Love” (Darkchild Master Mix)– 4:11
7. „Feelin’ So Good” (Bad Boy Remix featuring P. Diddy and G. Dep)– 4:27
8. „Let’s Get Loud” (Pablo Flores Remix)– 5:29
9. „Play(Sack International Remix)”– 4:18
10. „Waiting for Tonight” (Hex's Momentous Radio Mix)- 4:32
11. „Alive” (Album Version)– 4:40
Wersja europejska
12. „Si Ya Se Acabó (Radio Remix)”- 3:33
13. „Que Ironia (Ain’t It Funny)” (Tropical Dance Remix)- 3:48
14. „Una Noche Mãs"(Pablo's Miami Mix Radio Edit)- 4:05
15. „No Me Ames (Tropical Remix) (duet with Marc Anthony)- 5:03

- 1 Edycja europejska zawiera remiks bez 50 Centa .

## Pozycje na listach przebojów
| Lista (2002)                          | Najwyższa pozycja |
| ------------------------------------- | ----------------- |
| Australian ARIA Albums Chart          | 11                |
| Austrian Albums Chart                 | 11                |
| Belgian Ultratop 50 Albums (Flandria) | 8                 |
| Belgian Ultratop 50 Albums (Walonia)  | 9                 |
| Dutch Albums Chart                    | 5                 |
| European Top 100 Albums               | 6                 |
| French (SNEP) Albums Chart            | 14                |
| German Albums Chart                   | 5                 |
| Irish Albums Chart                    | 6                 |

| Lista (2002)                          | Najwyższa pozycja |
| ------------------------------------- | ----------------- |
| Japanese Oricon Albums Chart          | 44                |
| New Zealand (RIANZ) Albums Chart      | 3                 |
| Polish Albums Chart                   | 16                |
| Swedish Albums Chart                  | 39                |
| Swiss Albums Chart                    | 14                |
| UK Albums Chart                       | 4                 |
| U.S. Billboard 200                    | 1                 |
| U.S. Billboard Top R&B/Hip-Hop Albums | 1                 |

## Sprzedaż i certyfikaty
| Nadawca               | Certyfikat | Sprzedaż  |
| --------------------- | ---------- | --------- |
| Australia (ARIA)      | Złoto      | 35,000    |
| Francja (SNEP)        | Złoto      | 137,000   |
| Kanada (CRIA)         | Platyna    | 100,000   |
| Nowa Zelandia (RIANZ) | Złoto      | 7,500     |
| USA (RIAA)            | Platyna    | 1,500,000 |
| Wielka Brytania BPI   | Platyna    | 300,000   |
| Świat                 | –          | 2,500,000 |